# 景侯 (韓)
景侯（けいこう、生年不詳 - 紀元前400年）は、中国の戦国時代の韓の君主。名は虔、あるいは処。韓武子の子。
紀元前409年、韓武子が死去すると、後を嗣いだ。
紀元前408年、鄭を攻撃し、雍丘を奪った。紀元前407年、鄭軍の攻撃を受け、負黍を落とされた。
紀元前403年、趙の烈侯や魏の文侯とともに諸侯に列せられた。
紀元前400年、鄭に陽翟を包囲された。この年のうちに死去した。在位9年。